# Rush Hour (spel)

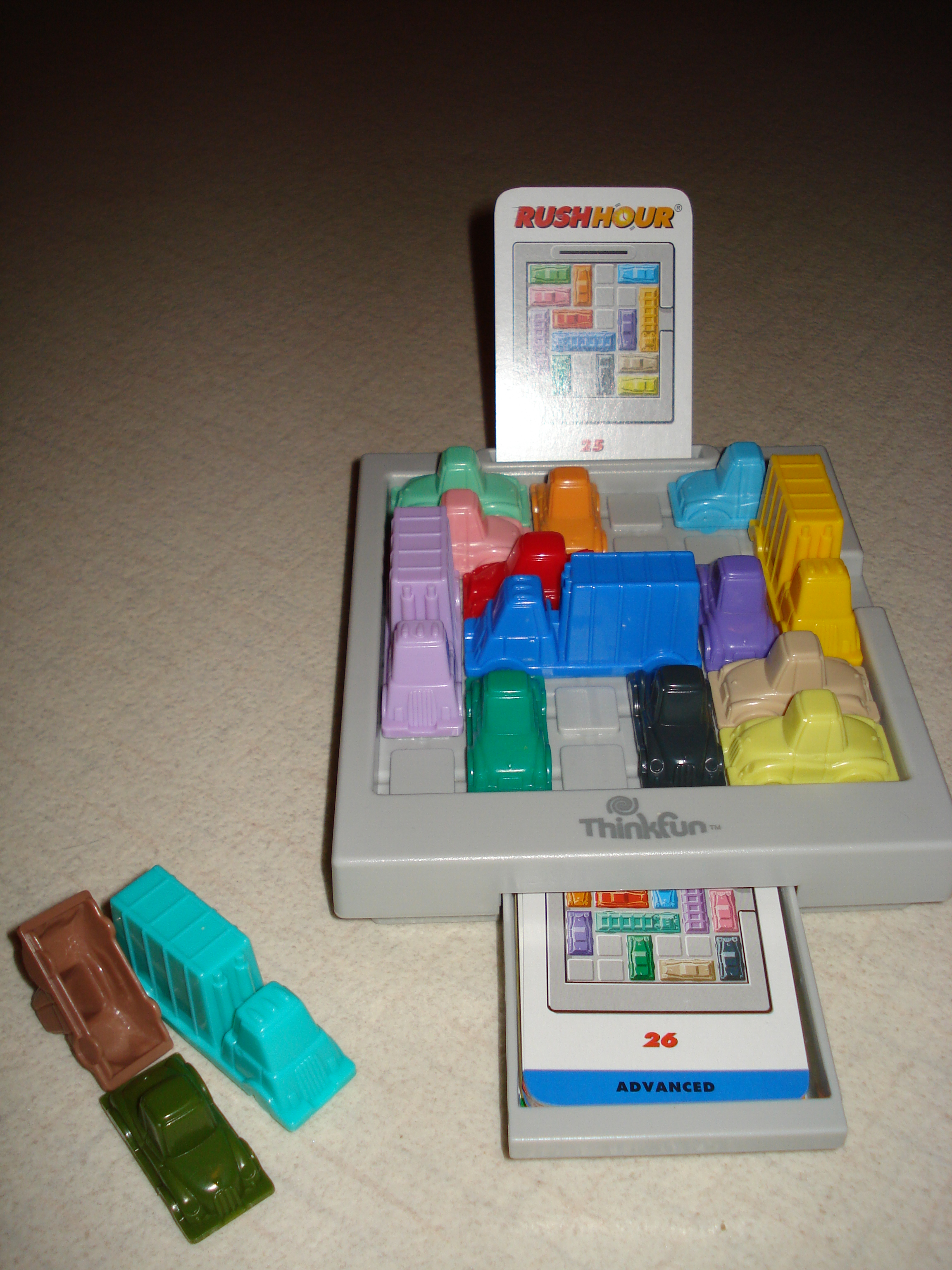
Rush Hour

Rush Hour is een schuifpuzzel, uitgedacht door Nob Yoshigahara in de late zeventiger jaren. Hij wordt op de markt gebracht door ThinkFun. 

## Het spel
In een rooster van 6 bij 6, waar het rond spitsuur (Rush hour) erg druk is, staat het volgeparkeerd met auto's. Jij rijdt in een rood autootje, dat je uit de enige uitgang moet zien te rijden door de andere auto's uit de weg te laten gaan. De andere auto's (lengte twee vakjes), en vrachtwagens (lengte drie vakjes), staan echter zo ingewikkeld geparkeerd, dat het heel wat rijbewegingen vergt om een oplossing te vinden. De auto's en vrachtwagens kunnen of alleen  horizontaal of alleen verticaal rijden.
Bij het speelbord zitten veertig opdrachtenkaarten met puzzels in oplopende moeilijkheidsgraad (beginner, intermediate, advanced en expert). Ook zijn er diverse uitbreidingssets verkrijgbaar, met een nieuw autootje.

## Variaties
Naast de "klassieke" Rush Hour, is er ook Rush Hour Jr., Safari Rush Hour (met een vierkante termietenheuvel die zowel horizontaal als verticaal kan schuiven) en Railroad Rush Hour. Daarnaast kan Rush Hour ook op de computer gespeeld worden. Bij deze versie dienen de virtuele auto's met de muis of op een touchscreen met de vinger zo te worden verschoven dat het rode autootje naar de gemarkeerde uitgang kan rijden. Zodra dit lukt rijdt het rode autootje vanzelf naar de uitgang en ga je naar het volgende level.